# R160
Le R160 sono una serie di 1 662 carrozze della metropolitana di New York operanti nella divisione B e realizzate dalle aziende Kawasaki Heavy Industries e Alstom tra il 2005 e il 2010. Fanno parte della famiglia dei New Technology Train.